# Rhynchodontodes sagittalis
Rhynchodontodes sagittalis là một loài bướm đêm trong họ Erebidae.